# Ocampo (Camarines Sur)
Ocampo es un municipio filipino de primera clase, perteneciente a la provincia de Camarines Sur, en la región de Bicolandia.

## Organización territorial
Se divide en veinticinco barangayes, a saber:
- Ayugan
- Cabariwan
- Cagmanaba
- Del Rosario
- Gatbo
- Guinaban
- Hanawan
- Hibago
- La Purísima Nuevo
- May-Ogob
- New Moriones
- Old Moriones
- Pinit
- Población Central
- Población East
- Población West
- Salvación
- San Antonio
- San Francisco
- San José Oras
- San Roque Commonal
- San Vicente
- Santa Cruz
- Santo Niño
- Villaflorida

## Demografía
Según el censo de 2020, tenía empadronados 51 073 habitantes.